# Joaquín Lallana
Joaquín Lallana (General Pico, La Pampa; 19 de abril de 1996) es un baloncestista argentino que se desempeña como pívot en Belgrano de San Nicolás del Torneo Pre-Federal Bonaerense de Argentina.

## Trayectoria
Lallana comenzó a jugar en Atenas a los 6 años de edad, pasando luego a Hindú y Racing de Córdoba. Adquirió también sus fundamentos en el Centro Vecinal Yofre Norte. A los 16 retornó a Atenas, reclutado por su altura.
En 2019 fue cedido al Club Atlético San Isidro, con el que disputó La Liga Argentina promediando 3.0 puntos, 3.4 rebotes y 12.0 minutos en 24 presentaciones. Al año siguiente permaneció en la segunda categoría del baloncesto argentino, pero esta vez contratado por Racing de Chivilcoy. Sin embargo una lesión lo dejó fuera de las canchas mucho antes de que terminara la temporada. 
En diciembre de 2021 fichó con Barrio Parque, pero dejó al equipo tan sólo un mes después, habiendo disputado sólo 5 partidos. Su siguiente destino fue Belgrano de San Nicolás. Allí estuvo un año y medio jugando en la tercera categoría argentina, antes de hacer su regreso a Barrio Parque en julio de 2024.
Tras completar una temporada con los cordobeses y jugar en la Liga Cordobesa de Básquetbol algunos partidos con el Banda Norte, Lallana se incorporó a Provincial, un club rosarino de La Liga Argentina. Sin embargo en enero de 2025 pasó a las filas del Bochas Sport Club, equipo de La Liga Federal. Eliminado su equipo de la competición, en julio de 2025 regresó a Belgrano de San Nicolás para disputar el Torneo Pre-Federal Bonaerense.

### Clubes
| Club                    | País      | Año             |
| ----------------------- | --------- | --------------- |
| Atenas                  | Argentina | 2016 - 2019     |
| San Isidro              | Argentina | 2019 - 2020     |
| Racing de Chivilcoy     | Argentina | 2020 - 2021     |
| Barrio Parque           | Argentina | 2021            |
| Belgrano de San Nicolás | Argentina | 2022 - 2023     |
| Barrio Parque           | Argentina | 2023 - 2024     |
| Banda Norte             | Argentina | 2024            |
| Provincial              | Argentina | 2024            |
| Bochas Sport Club       | Argentina | 2025            |
| Belgrano de San Nicolás | Argentina | 2025 - Presente |